# Breesaap

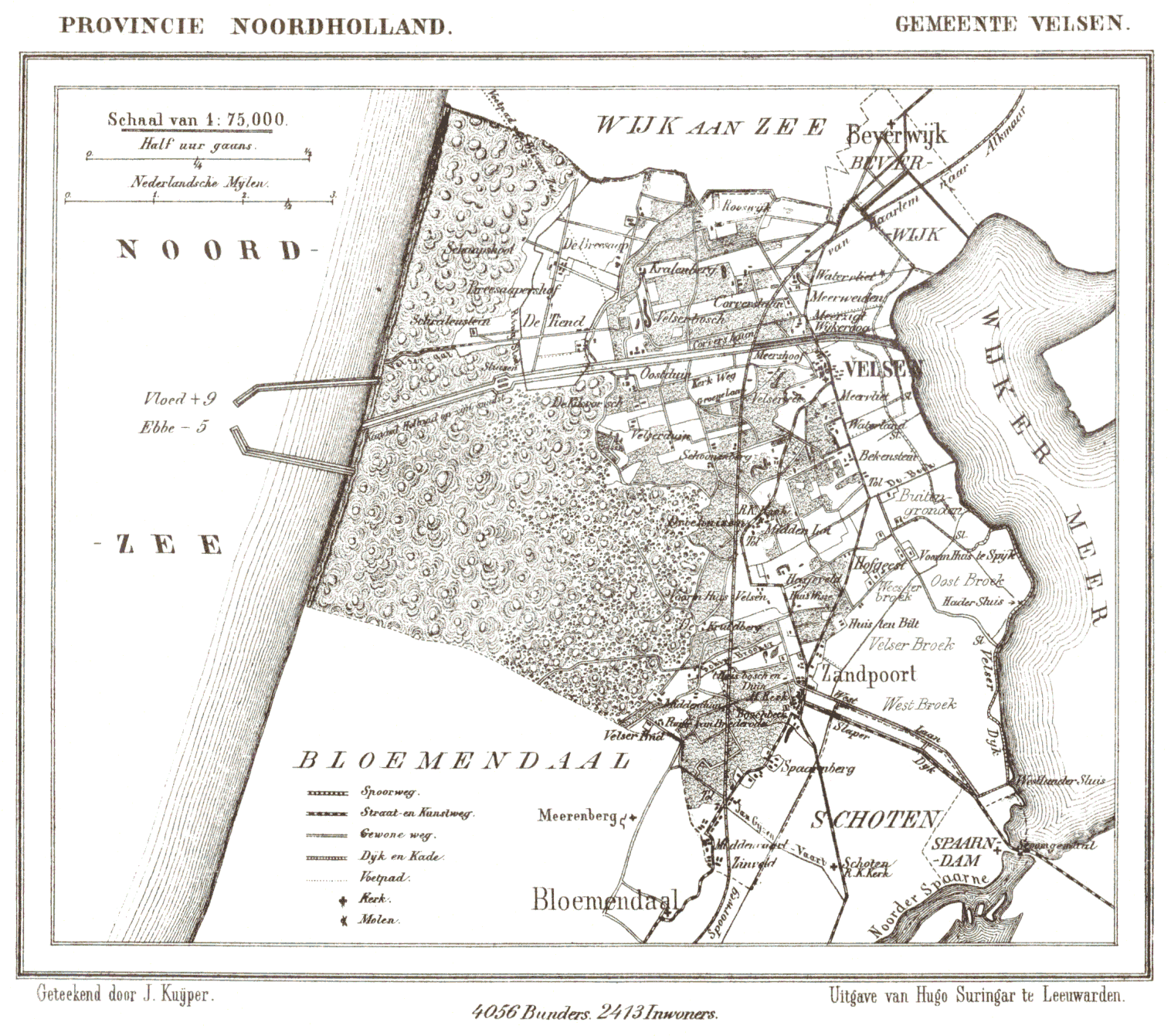
Breesaap op de overzichtskaart van het smalste deel van Noord-Holland.

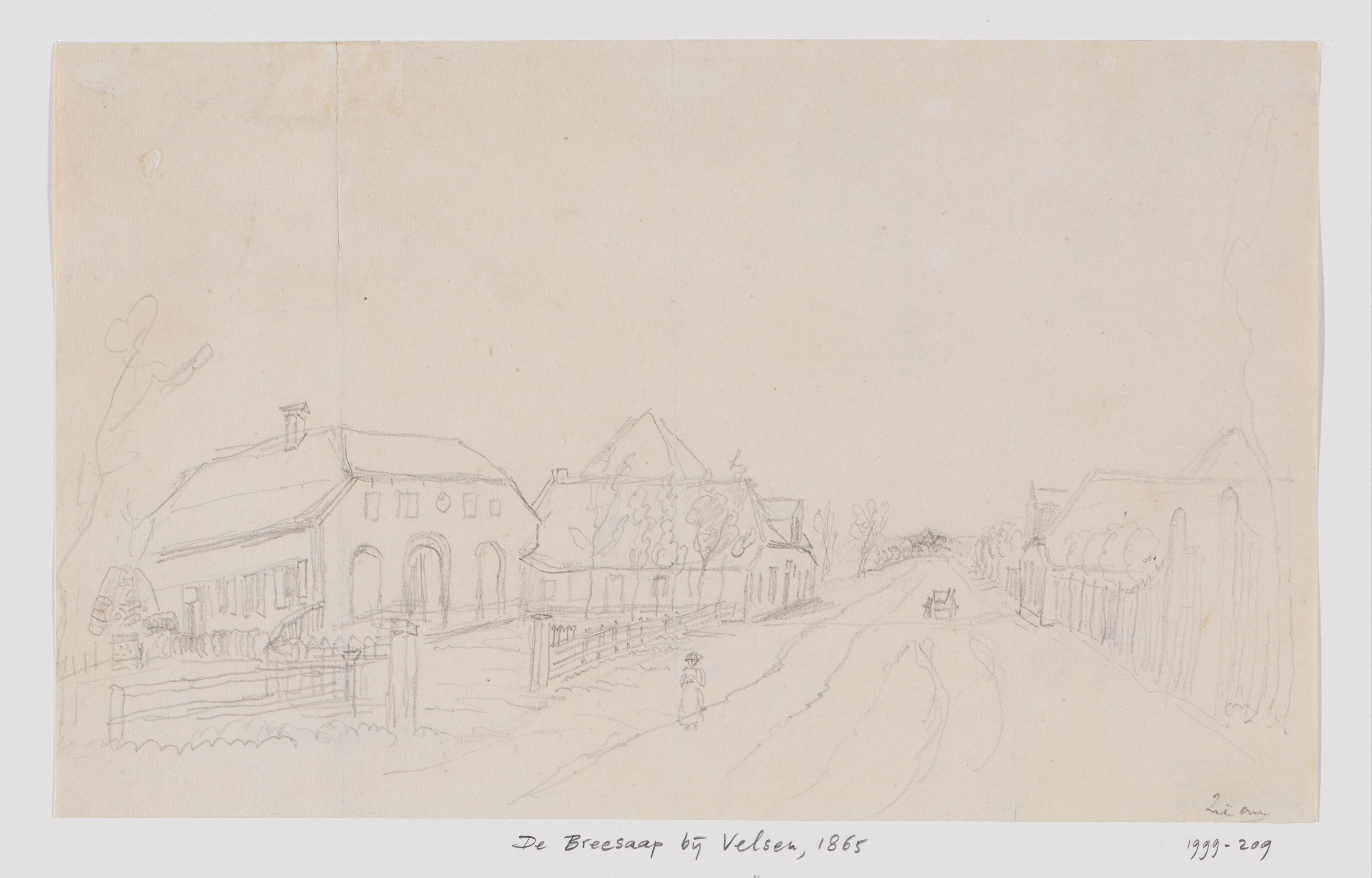
De Breesaap in 1865

De Breesaap was een duinvallei en buurtschap in de duinen in de gemeente Velsen in Holland op zijn smalst.
Voor de invoering van de Bataafse Republiek, in 1795, was Breesaap een heerlijkheid.
In de 15e eeuw werd het ruige landschap ontgonnen en werd het voornamelijk een agrarisch gebied. Er waren dan ook verscheidene boerderijen te vinden, maar ook meerdere (land)huizen. Een voorbeeld van dat laatste was de Breesaperhof van 1847, een buitenverblijf met landhuis dat later gebruikt werd als pension.
Als gevolg van de aanleg van het Noordzeekanaal en de komst van de Hoogovens is Breesaap van de kaart verdwenen.
De naam is te herleiden tot de samenstelling bree: 'brede' en saap: 'zompige, natte grond'.